# Acomita Lake
Acomita Lake ist ein Dorf im Nordwesten des US-Bundesstaates New Mexico im Cibola County. Das U.S. Census Bureau hat bei der Volkszählung 2020 eine Einwohnerzahl von 339 ermittelt.
Es hat eine Fläche von 9,2 km². Die Bevölkerungsdichte liegt bei 38 Einwohnern je km². Acomita Lake liegt an der Interstate 40.